# Catedral de la Natividad (Súzdal)
La catedral de la Natividad (en ruso, Рождественский собор, Rozhdéstvenski sobor) es una iglesia ortodoxa situada en Súzdal (Rusia). Forma parte del lugar Patrimonio de la Humanidad de la Unesco denominado Monumentos Blancos de Vladímir y Súzdal, con el código de identificación 633-006.
Fue construida por orden de Vladimiro II Monómaco entre finales del siglo XI y principios del XII.

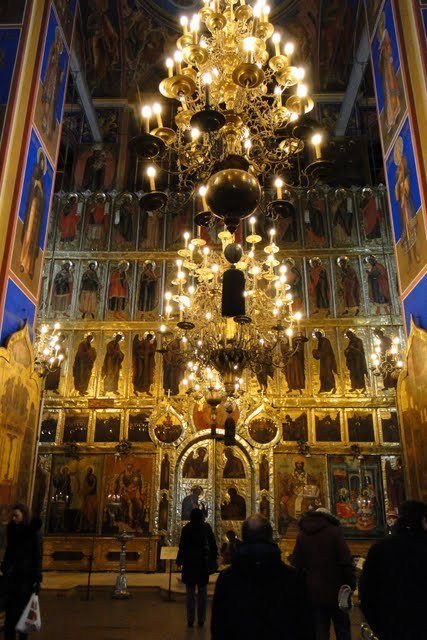
Interior de la catedral

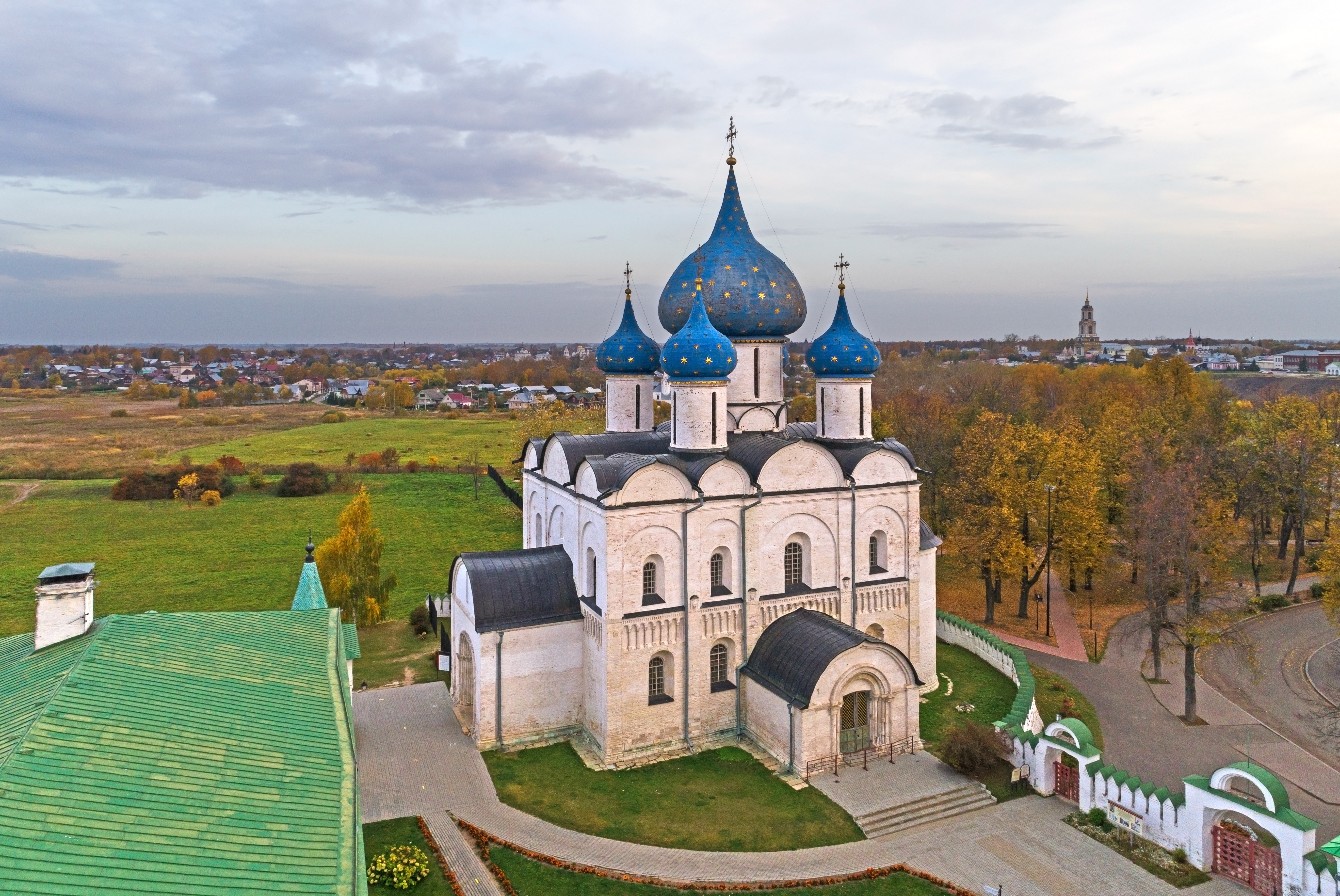
Vista elevada de la iglesia